# Thomas Baltzar
Thomas Baltzar (Cidade Livre de Lübeck, c. 1630 – Londres, 24 de julho de 1663) foi um violinista e compositor alemão.

## Biografia
Baltzar nasceu na Cidade Livre de Lübeck em uma família de músicos; seu pai, avô e bisavô eram todos músicos. As fontes sugerem uma série de professores de música que podem ter contribuído para sua formação musical nos seus primeiros anos de estudos. De acordo com os escritos de Samuel Hartlib, o compositor e violinista Johann Schop foi um desses instrutores. Baltzar pode ter estudado violino com Gregor Zuber e composição com Franz Tunder. Ele também pode ter recebido instruções do compositor e violinista Nicolaus Bleyer, que ensinou o irmão mais novo de Baltzar.
Através de contatos na embaixada da Alemanha na Suécia (onde, em 1653, Baltzar estava empregado), ele pode ter entrado em contato com músicos ingleses acompanhando a missão de Bulstrode Whitelocke à rainha Cristina da Suécia. Esse possível encontro pode ter sido o ímpeto da decisão de Baltzar de emigrar para a Inglaterra em 1655, deixando para trás sua recém-conquistada posição de Ratslutenist de Lübeck (ele retornou por um curto período à sua cidade natal, provavelmente logo após a abdicação de Cristina em junho de 1654). Os escritos de Hartlib indicam que o embaixador sueco na Inglaterra, Christer Bonde, foi quem recebeu Baltzar.
A chegada de Baltzar na Inglaterra foi recebida com aclamação. Em 4 de março de 1656, ele tocou violino na residência de Roger L'Estrange, onde John Evelyn estava presente. Evelyn escreveu em seu Diário naquela noite:

Esta noite fui convidado pelo Sr. Roger L'Estrange para ouvir o incomparável Lubicer ao violino, sua variação em algumas notas e escalas com aquela destreza maravilhosa, foi algo admirável, e apesar de ser muito jovem, era tão perfeito e habilidoso, que nossos artistas ficaram por ele, à primeira vista, arrebatados para o espanto dos nossos melhores mestres: em resumo, ele tocou naquele único instrumento um concerto completo.

Em setembro de 1656, Baltzar foi um dos músicos que ajudou a estrear The Siege of Rhodes em Londres, provavelmente a primeira ópera inglesa cantada. Dois anos depois, de acordo com Anthony Wood, ele foi contratado como músico particular de Anthony Cope na Hanwell House em Banbury Wood, que ouvira Baltzar tocar em uma apresentação em Oxford, descreveu seu "grande espanto" diante da habilidade do alemão. "[Eu] o vi correr seus dedos até o final da escala do violino, e corrê-los de volta insensivelmente", escreveu ele, "e tudo com entusiasmo e em boa sintonia, como [eu] nunca tinha visto antes na Inglaterra." Também estavam presentes John Wilson, professor de música na Universidade de Oxford, que, segundo Wood, fez uma reverência aos pés de Baltzar após a apresentação.
Em 23 de dezembro de 1661, Baltzar foi contratado por Carlos II como membro do conjunto musical particular do rei, com um salário anual de 110 libras esterlinas, um valor alto para a época. Algumas das composições de Baltzar sobreviveram até nossos dias, incluindo um trabalho em Dó maior que pode ser a mais antiga suíte para três violinos, requerendo virtuosismo e domínio técnico. De acordo com Wood, os hábitos de Baltzar com a bebida contribuíram para sua morte. Ele foi sepultado nos claustros da Abadia de Westminster em 27 de julho de 1663.